# 阿布·阿里·安巴里
阿布·阿里·安巴里（阿拉伯语：‎，1970年—2016年3月25日），是极端伊斯兰恐怖主义组织“伊斯兰国”的一名领袖。
他在约1970年左右出生在伊拉克的摩苏尔，是一名土库曼人。他曾经是伊拉克复兴党的党员，在1990年代加入伊拉克共和国卫队，为萨达姆政权效力，后来提升到了少将。2003年，萨达姆政权在伊拉克战争中被多国部队推翻后，他加入了逊尼派的武装抵抗组织中，后来加入了伊拉克圣战组织，向扎卡维效忠。
2014年6月，“伊斯兰国”的领袖阿布·阿卜杜拉曼·比拉维在攻打摩苏尔的战斗中被击毙后，安巴里被任命为继任者。后来被任命为“叙利亚埃米尔”，与担任“伊拉克埃米尔”的阿布·穆斯利姆·图尔克马尼同为该组织的二号人物。
2015年12月，有报导称他在伊拉克政府军空袭叙利亚东北边境的时候被炸死。此新闻后来证实是错误的，他仅被炸伤。
2016年3月25日，美国国防部长阿什顿·卡特与参谋长联席会议主席约瑟夫·邓福德共同发表简短的媒体会，声称安巴里已在叙利亚东部被美军联合特种作战司令部的直升机炸死。此消息于同年4月30日得到“伊斯兰国”方面的证实。